# Wolfgang Ramlow

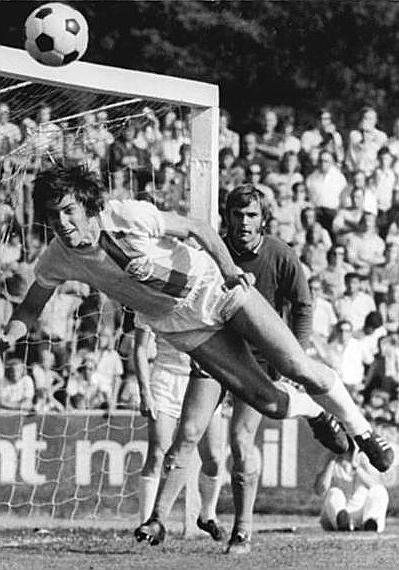
Ramlow (vorn) 1974

Wolfgang Ramlow (* 5. September 1954 in Bützow) war Fußballspieler des FC Hansa Rostock, für den er zwischen 1973 und 1975 in der DDR-Oberliga, der höchsten Spielklasse des DDR-Fußball-Verbandes (DFV) spielte. Ramlow ist mehrfacher Junioren- und Nachwuchsnationalspieler des DFV.

## Sportlicher Werdegang
Ramlow begann seine Laufbahn als Fußballspieler in seiner Heimatstadt bei der Betriebssportgemeinschaft (BSG) Lok Bützow. Im Alter von knapp 15 Jahren delegierte ihn die BSG Lok zum Fußballschwerpunkt der Region, dem FC Hansa Rostock. Zwischen 1971 und 1973 war er Mitglied der DDR-Junioren-Nationalmannschaft, für die er 30 Länderspiele bestritt und dabei vier Tore erzielte. Er begann dort als Mittelfeldspieler, wurde später aber überwiegend in der Abwehr eingesetzt. Am 10. Juni 1973 stand er in Florenz mit der Juniorenauswahl im Finale des UEFA-Juniorenturniers, das die DDR gegen England mit 2:3 nach Verlängerung verlor und damit inoffizieller Junioren-Vizeeuropameister wurde. Nahtlos wurde Ramlow in die U-21-Nachwuchs-Nationalmannschaft überführt, mit der er von 1973 bis 1975 neun Länderspiele absolvierte. Dort wurde er ausschließlich als Verteidiger eingesetzt und blieb ohne Torerfolg. 1974 legte er das Abitur ab und begann ein Medizinstudium.
In der Saison 1973/74 bestritt Ramlow seine ersten Spiele im Männerbereich des FC Hansa Rostock. Nachdem er die ersten beiden Punktspiele als Verteidiger der 2. Mannschaft in der zweitklassigen DDR-Liga absolviert hatte, kam er vom 6. Spieltag der Oberliga an für den verletzten Vorstopper Peter Sykora auch in der 1. Mannschaft zum Einsatz. Sein erstes Oberligaspiel war die Begegnung Hansa Rostock – SG Dynamo Dresden (2:0) am 15. September 1973. Bis zum Ende der Saison brachte es der 1,83 m große Ramlow auf insgesamt 17 Erstligaeinsätze, spielte vorwiegend auf der Vorstopperposition und erzielte drei Tore. Zur Spielzeit 1974/75 rückte Ramlow offiziell in die 1. Mannschaft auf und bestritt auch bis zum 11. Spieltag alle Oberligaspiele. Am 11. Spieltag verletzte er sich und konnte danach bis zum Sommer 1975 nur noch fünf Oberligaspiele bestreiten. Anschließend musste er auf ärztliches Anraten seine Laufbahn als Leistungssportler beenden. In seiner kurzen Karriere war er innerhalb von zwei Spielzeiten auf 33 Oberligaspiele gekommen, in denen er als Abwehrspieler vier Tore erzielte. Außerdem wurde er noch in sieben Pokalspielen eingesetzt, in denen er torlos blieb.